# Ґодзішево (Великопольське воєводство)
Ґодзішево (пол. Godziszewo) — село в Польщі, у гміні Седлець Вольштинського повіту Великопольського воєводства.
Населення — 301 особа (2011).
У 1975-1998 роках село належало до Зеленоґурського воєводства.

## Демографія
Демографічна структура станом на 31 березня 2011 року:
|          | Загалом | Допрацездатний вік | Працездатний вік | Постпрацездатний вік |
| -------- | ------- | ------------------ | ---------------- | -------------------- |
| Чоловіки | 155     | 33                 | 115              | 7                    |
| Жінки    | 146     | 33                 | 90               | 23                   |
| Разом    | 301     | 66                 | 205              | 30                   |